# Chris Parnell
Thomas Christopher "Chris" Parnell (5 de Fevereiro de 1967) é um actor de comédia americano mais conhecido como um membro do elenco do Saturday Night Live (1998-2006) e por seu papel recorrente como o Dr. Leo Spaceman na série de comédia vencedora de Emmys da NBC, 30 Rock. Parnell também faz a voz de Cyril Figgis na série animada de comédia do FX, Archer. Em 2010, estrelou ao lado de Parnell, seu ex-colega de elenco do SNL, Horatio Sanz na série Big Lake do Comedy Central.

## Papéis recorrentes noSNL
- Alan "Sticks" McRae
- Daniel
- Jeph
- Kevin Aquarius
- One of the Lundford Twins' Feel Good Variety Hour dancers
- Merv "The Perv" Watson
- Sean DeMarco
- Tato
- An eyepatched Telemundo actor from Besos Y Lagrimas
- Terrye Funck
- Thad
- Tyler
- Warren Kirney
- Wayne Bloder
- DJ Intro

## Imitações de celebridades noSNL
- Andrew Card
- Arlen Specter
- Bert Convy
- Bing Crosby
- Bob Barr
- Bob Schieffer
- Cameron Crowe
- VH1 VJ Cane
- Chad Lowe
- Charles Gibson
- Chris Fowler
- David Gregory
- Emeril Lagasse
- Eminem
- Eric Bloom do Blue Öyster Cult
- Evan Bayh
- Fred Savage
- Gary Bauer
- George W. Bush
- Jack Osbourne
- Jim Gray
- Jim Lehrer
- Senador Joe Lieberman
- John F. Lehman
- Senador John McCain
- Tom Brokaw
- Justin Bartha
- Karl Rove
- Kenneth Starr
- Lance Bass
- Mark Geragos
- Michael Isikoff
- Michael Kors
- Moe Howard

## Filmografia
- Jingle All the Way (1996)
- Operation (1998)
- Megalomania (2000)
- The Ladies Man (2000)
- Evil Alien Conquerors (2002)
- Farm Sluts (2003)
- Down with Love (2003)
- National Lampoon's Barely Legal (2003)
- Looking for Kitty (2004)
- Anchorman: The Legend of Ron Burgundy (2004)
- Wake Up, Ron Burgundy: The Lost Movie (2004)
- I'm Reed Fish (2006)
- Hot Rod (2007)
- Walk Hard: The Dewey Cox Story (2007)
- Harold (2008)
- The Grand (2008)
- Labor Pains (2009)
- Hollywood & Wine (2009)
- Kung Fu Magoo (2010)
- Life of the Party (2018)
- The Laundromat (2019)
- Home Sweet Home Alone (2021)

## Televisão
- Love Bites – Chad Banks (1 episode)
- Jon Benjamin Has a Van – Area 51 Scientist
- Workaholics – Bruce Benson (1 episode)
- Big Lake – Chris Henkel (1 episode)
- 30 Rock – Dr. Leo Spaceman (Recurring Role, 23 episodes)
- Archer – Cyril Figgis (Series Regular)
- Eureka – Dr. Drummer (2 episodes)
- The Life & Times of Tim – Various Voices (3 episodes)
- Funny or Die Presents – Various Roles
- Glenn Martin, DDS – Joe Biden, Various Voices (3 episodes)
- Kröd Mändoon and the Flaming Sword of Fire – Narrator (6 episodes)
- Miss Guided – Vice Principal (Series Regular)
- WordGirl  (2007–present) – The Narrator, Various Voices (Series Regular)
- Saturday Night Live – Cast Member, Various Roles (2 episodes)
- Better Off Ted – Walter Palmer (1 episode)
- Ed – DJ Curtis Morris (1 episode)
- Friends – Bob (1 episode)
- The Hughleys – Rick (1 episode)
- Murphy Brown – Handler #2 (1 episode)
- The Jamie Foxx Show – Director (1 episode)
- Nick Freno: Licensed Teacher – Announcer (6 episodes)
- Robot Chicken - Scooter, Major Nelson
- Seinfeld – Stu Crespi
- Suddenly Susan – Phil
- Union Square – Don (1 episode)
- Conrad Bloom – Simpson (2 episodes)
- Caroline in the City – Gene (1 episode)
- Hope & Gloria – Howard (1 episode)
- Tween Fest - Preston Stevens Sr. (1 episode)
- The Adventures of OG Sherlock Kush – Jack The Ripper Jr. (1 episode)
- Bojack Horseman – Reporter (1 episode)
- The Spoils Before Dying – Bebop Jones (2 episodes)
- Brooklyn Nine-Nine – Geoffrey Hoytsman (2 episodes)
- Bad Judge – Douglas Riller (1 episode)
- Rick and Morty – Jerry Smith (Series Regular)
- Gravity Falls – Various (2 episodes)
- Drunk History – Various (5 episodes)
- Suburgatory – Fred Shay (Series Regular)
- Comedy Bang! Bang! – Crowpoke *Inventor/Melodio/Stephendorff/Poseidon (4 episodes)
- I Just Want My Pants Back – J.B. (6 episodes)
- T.U.F.F. Puppy – The Caped Cod (1 episode)
- Curb Your Enthusiasm – Hank (1 episode)
- Jon Benjamin Has a Van – Area 51 Scientist (1 episode)
- Mad Love – Dennis Barrett (2 episodes)
- Electric City – Giovanni Montalbon (1 episode)
- Robot Chicken – Scooter, Major Nelson (1 episode)
- Glee – Mario (1 episode)
- Garfunkel and Oates – Stan (1 episode)
- Penn Zero: Part-Time Hero – Blort Clooney (1 episode)
- The Mr. Peabody & Sherman Show – Mr. Peabody (Series Regular)
- Dawn of the Croods – Snoot (Series Regular)
- Bob's Burgers – Warren Fitzgerald (1 episode)[6]
- Elena of Avalor - Migs
- Michael Bolton’s Big Sexy Valentine’s Day Special - Himself

## Telefilme
- Filthy Sexy Teen$

## Aparições musicais
- Supafloss
- Incredibad
- Lazy Sunday